# Danica Crnogorčević
Danica Crnogorčević (z domu Nikić, ur. 1993 w Barze) – czarnogórska piosenkarka muzyki etno i religijnej oraz absolwentka historii sztuki.
Ukończyła studia na Wydziale Historii Sztuki z celującą średnią i uzyskała tytuł specjalisty historii sztuki. Od 2018 roku jest żoną księdza Serbskiego Kościoła Prawosławnego – diakona Ivana Crnogorčevicia, z którym ma troje dzieci. Występowała na wielu festiwalach muzyki religijnej i etno w całej Europie.

## Życiorys
Danica zainteresowała się muzyką religijną bardzo wcześnie, będąc jeszcze uczennicą szkoły podstawowej, na lekcjach religii. Zaczęła poważniej zajmować się nią w szkole średniej, a szczególnie po ukończeniu Liceum Muzycznego w Belgradzie.
Pierwsza solowa płyta z muzyką religijną zatytułowana Gospode dođi z 11 pieśniami została wydana w 2018 roku przy wsparciu i błogosławieństwie monasteru Ostrog.
Latem 2020 roku opublikowała pieśni Pravoslavlje Crnom Gora blista i Veseli se srpski rode wykonane razem z małżonkiem Ivanem, które w krótkim czasie odniosły znaczący sukces. Druga z nich ukazała się na Vidovdan i wkrótce stała się nieoficjalnym hymnem protestów w Czarnogórze przeciwko reżymowi Mila Đukanovicia.

## Dyskografia
- Album Господе дођи – wydany w 2018 roku:
  - Христос се роди (3,44)
  - Светом Василију Острошком (3,45)
  - Свети Јоване Владимире (3,44)
  - Земљо моја (3,04)
  - Свети Нектарије Егински (3,33)
  - Долетио бјели голуб (4,36)
  - Говори, Господе (6,36)
  - Εχε Γεια Παναγιά (3,05)
  - Светоме архангелу Гаврилу (3,24)
  - Богородице Дјево (2,03)
  - Сини јарко сунце са Косова (1,56)